# 1000 Millas Brasileñas
Las 1000 Millas Brasileñas (en portugués: Mil Milhas Brasileiras, también conocida como Mil Milhas Brasil) es una carrera de automovilismo de velocidad que se ha disputado con gran turismos en Brasil de manera interrumpida desde el año 1956. Es la carrera de resistencia más importante de Sudamérica. Su nombre y formato de carrera de 1000 millas hacen referencia a la Mille Miglia italiana, que se diputó por última vez en 1957.
La inmensa mayoría de las ediciones de las 1000 Millas Brasileñas se disputaron en el Autódromo José Carlos Pace; excepciones fueron la de 1997, que se corrió en el Autódromo Internacional Nelson Piquet, y la de 1999, que tuvo lugar en el Autódromo Internacional de Curitiba. La edición de 2007 fue fecha puntuable de la Le Mans Series. Otras ediciones fueron carreras de exhibición de certámenes internacionales como el Campeonato FIA GT.
A 2008, el piloto más ganador es Zeca Giaffone, con cinco triunfos. De las 38 tripulaciones vencedoras, dos estuvieron formadas exclusivamente por extranjeros (las de 2004 y 2007), y cinco adicionales incluyeron algún piloto no brasileño.

## Ganadores
| Año       | Pilotos                                                                  | Automóvil                 |
| --------- | ------------------------------------------------------------------------ | ------------------------- |
| 1956      | Catharino Andreatta / Breno Fornari                                      | Carretera Ford            |
| 1957      | Aristides Bertuol / Orlando Menegaz                                      | Carretera Chevrolet       |
| 1958      | Catharino Andreatta / Breno Fornari                                      | Carretera Ford            |
| 1959      | Catharino Andreatta / Breno Fornari                                      | Carretera Ford            |
| 1960      | Chico Landi / Christian Heins                                            | Alfa Romeo 2000 JK        |
| 1961      | Italo Bertão / Orlando Menegaz                                           | Chevrolet Corvette        |
| 1962-1964 | No se disputó                                                            | No se disputó             |
| 1965      | Justino de Maio / Victoria Azzalin                                       | Carretera Chevrolet       |
| 1966      | Camilo Christófaro / Eduardo Celidôneo                                   | Chevrolet Corvette        |
| 1967      | Luiz Bueno / Luiz Terra Smith                                            | Interlagos Mark 1         |
| 1970      | Abílio Diniz / Alcides Diniz                                             | Alfa Romeo GTA 2000       |
| 1971-1972 | No se disputó                                                            | No se disputó             |
| 1973      | Bird Clemente / Nilson Clemente                                          | Ford Maverick 4800        |
| 1974-1980 | No se disputó                                                            | No se disputó             |
| 1981      | Zeca Giaffone / Affonso Giaffone / Chico Serra                           | Chevrolet Opala Stock Car |
| 1982      | No se disputó                                                            | No se disputó             |
| 1983      | Fausto Wajchenberg / Vicente Corrêa / Valdir Silva                       | Volkswagen Passat         |
| 1984      | Zeca Giaffone / Reinaldo Campello / Maurizio Sala                        | Chevrolet Opala Stock Car |
| 1985      | Paulo Gomes / Fábio Sotto Mayor                                          | Chevrolet Opala Stock Car |
| 1986      | Zeca Giaffone / Affonso Giaffone Jr. / Walter Travaglini                 | Chevrolet Opala Stock Car |
| 1987      | Luís Pereira / Marcos Gracia                                             | Chevrolet Opala Stock Car |
| 1988      | Zeca Giaffone / Luís Pereira / Walter Travaglini                         | Chevrolet Opala Stock Car |
| 1989      | Zeca Giaffone / Walter Travaglini                                        | Chevrolet Opala Stock Car |
| 1990      | Carlos Alves / José Carlos Dias                                          | Chevrolet Opala Stock Car |
| 1991      | No se disputó                                                            | No se disputó             |
| 1992      | Klaus Heitkotter / Jurgen Weis / Marc Gindorf                            | BMW M3 2300               |
| 1993      | Antônio Hermann / Franz Konrad / Franz Prangemeier                       | Porsche 911               |
| 1994      | Wilson Fittipaldi / Christian Fittipaldi                                 | Porsche 911               |
| 1995      | Wilson Fittipaldi / Antônio Hermann / Franz Konrad                       | Porsche 911               |
| 1996      | André Lara Resende / Roberto Keller / Roberto Aranha                     | Porsche 911               |
| 1997      | Nelson Piquet / Johnny Cecotto / Steve Soper                             | McLaren F1 GTR            |
| 1998      | Tom Stefani / André Grillo / Júlio Fernandes                             | AS Vectra 2.0             |
| 1999      | Beto Borghesi / Jair Bana / Luciano Borghesi                             | Aldee AP-2000             |
| 2000      | No se disputó                                                            | No se disputó             |
| 2001      | André Lara Resende / Régis Schuch / Max Wilson / Flávio Trindade         | Porsche 911               |
| 2002      | Régis Schuch / Flávio Trindade / Raul Boesel                             | Porsche 911               |
| 2003      | Ingo Hoffmann / Xandy Negrão / Ricardo Etchenique / Fernando Nabuco      | Porsche 911               |
| 2004      | Stefano Zonca / Angelo Lancellotti / Fabrizio Gollin                     | Dodge Viper               |
| 2005      | Xandy Negrão / Xandinho Negrão / Guto Negrão / Giuliano Losacco          | Audi TT                   |
| 2006      | Nelson Piquet / Nelsinho Piquet / Christophe Bouchut / Hélio Castroneves | Aston Martin DBR9         |
| 2007      | Nicolas Minassian / Marc Gené                                            | Peugeot 908 HDI FAP       |
| 2008      | Max Wilson / Raul Boesel / Marcel Visconde                               | Porsche 911               |
| 2009      | No se disputó                                                            | No se disputó             |

## Estadísticas

### Constructores con más títulos
| Núm. | Constructor  | Victorias | Años                                                                   |
| ---- | ------------ | --------- | ---------------------------------------------------------------------- |
| 1    | Chevrolet    | 12        | 1957, 1961, 1965, 1966, 1981, 1984, 1985, 1986, 1987, 1988, 1989, 1990 |
| 2    | Porsche      | 9         | 1993, 1994, 1995, 1996, 2001, 2002, 2003, 2008, 2014                   |
| 3    | Ford         | 4         | 1956, 1958, 1959, 1973                                                 |
| 4    | Alfa Romeo   | 2         | 1960, 1970                                                             |
| 4    | Audi         | 2         | 2005, 2013                                                             |
| 6    | Willys       | 1         | 1967                                                                   |
| 6    | Volkswagen   | 1         | 1983                                                                   |
| 6    | BMW          | 1         | 1992                                                                   |
| 6    | McLaren      | 1         | 1997                                                                   |
| 6    | Opel         | 1         | 1998                                                                   |
| 6    | Aldee        | 1         | 1999                                                                   |
| 6    | Dodge        | 1         | 2004                                                                   |
| 6    | Aston Martin | 1         | 2006                                                                   |
| 6    | Peugeot      | 1         | 2007                                                                   |
| 6    | Toyota       | 1         | 2012                                                                   |